# Rose City, Texas
Rose City là một thành phố thuộc quận Orange, tiểu bang Texas, Hoa Kỳ. Năm 2010, dân số của xã này là 502 người.

## Dân số
- Dân số năm 2000: 519 người.
- Dân số năm 2010: 502 người.